# Karl Christian Reisig
Karl Christian Reisig, född den 17 november 1792 i Thüringen, död den 17 januari 1829 i Venedig, var en tysk filolog. 
Reisig åtnjöt vid Leipzigs universitet handledning av Gottfried Hermann, vars grammatisk-kritiska riktning han sökte fortbilda och förena med Heynes mer estetiska åskådningssätt. 
Reisig deltog som fältväbel i befrielsekriget 1813-15 och blev, efter habilitation och en tids tjänstgöring i Jena, 1820 professor i klassisk filologi i Halle. Som lärare hänförde han genom sin friska och levande framställning av antiken. 
Reisig utgav bland annat upplagor av Aristofanes "Molnen" (1820) och Sofokles "Oidipus på Kolonos" (1820-22). Postumt utgavs hans Vorlesungen über lateinische Sprachwissenschaft (1839; ny upplaga 1881 ff.). Hans främste lärjunge var Fr.W. Ritschl.